# Unnao
Unnao là một thành phố và là nơi đặt ban đô thị (municipal board) của quận Unnao thuộc bang Uttar Pradesh, Ấn Độ.

## Địa lý
Unnao có vị trí 26°32′B 80°30′Đ / 26,53°B 80,5°Đ Nó có độ cao trung bình là 127 mét (416 feet).

## Nhân khẩu
Theo điều tra dân số năm 2001 của Ấn Độ, Unnao có dân số 144.917 người. Phái nam chiếm 53% tổng số dân và phái nữ chiếm 47%. Unnao có tỷ lệ 68% biết đọc biết viết, cao hơn tỷ lệ trung bình toàn quốc là 59,5%: tỷ lệ cho phái nam là 72%, và tỷ lệ cho phái nữ là 63%. Tại Unnao, 13% dân số nhỏ hơn 6 tuổi.